# Gisele Gomes
Gisele Gomes dos Santos (18 de agosto de 2003) é uma jogadora de rugby sevens brasileira.

## Biografia
Gisele rapidamente se destacou no rugby sevens e foi chamada para a Seleção Juvenil em 2021. Ela fez parte da equipe que conquistou o bronze nos Jogos Pan-Americanos de 2023. Ela foi convocada para a seleção nacional nos Jogos Olímpicos de Verão de 2024 em Paris. Atualmente joga pelo clube paulista Leoas de Paraisópolis, fundado pelo Instituto Rugby para Todos.